# Joe Snively
Joseph "Joe" Snively, född 1 januari 1996, är en amerikansk professionell ishockeyforward som är kontrakterad till Washington Capitals i National Hockey League (NHL) och spelar för Hershey Bears i American Hockey League (AHL).
Han har tidigare spelat för Yale Bulldogs i National Collegiate Athletic Association (NCAA) och Sioux City Musketeers i United States Hockey League (USHL).
Snively blev aldrig NHL-draftad.

## Statistik
| 2012–2013   | Sioux City Musketeers | USHL        | 48  | 9  | 7  | 16  | 10 | —  | — | — | — | —  |
| 2013–2014   | Sioux City Musketeers | USHL        | 56  | 14 | 31 | 45  | 45 | 8  | 0 | 4 | 4 | 4  |
| 2014–2015   | Sioux City Musketeers | USHL        | 55  | 27 | 37 | 64  | 26 | 5  | 1 | 3 | 4 | 8  |
| 2015–2016   | Yale Bulldogs         | NCAA        | 32  | 10 | 18 | 28  | 12 | —  | — | — | — | —  |
| 2016–2017   | Yale Bulldogs         | NCAA        | 33  | 14 | 25 | 39  | 34 | —  | — | — | — | —  |
| 2017–2018   | Yale Bulldogs         | NCAA        | 31  | 19 | 17 | 36  | 18 | —  | — | — | — | —  |
| 2018–2019   | Yale Bulldogs         | NCAA        | 33  | 15 | 21 | 36  | 17 | —  | — | — | — | —  |
|             | Hershey Bears         | AHL         | 9   | 2  | 5  | 7   | 0  | 2  | 0 | 0 | 0 | 0  |
| 2019–2020   | Hershey Bears         | AHL         | 45  | 12 | 12 | 24  | 14 | —  | — | — | — | —  |
| 2020–2021   | Hershey Bears         | AHL         | 30  | 6  | 11 | 17  | 8  | —  | — | — | — | —  |
| 2021–2022   | Washington Capitals   | NHL         | 1   | 0  | 1  | 1   | 0  | —  | — | — | — | —  |
|             | Hershey Bears         | AHL         | 21  | 8  | 14 | 22  | 14 | —  | — | — | — | —  |
| NHL totalt  | NHL totalt            | NHL totalt  | 1   | 0  | 1  | 1   | 0  | —  | — | — | — | —  |
| AHL totalt  | AHL totalt            | AHL totalt  | 105 | 28 | 42 | 70  | 36 | 2  | 0 | 0 | 0 | 0  |
| NCAA totalt | NCAA totalt           | NCAA totalt | 129 | 58 | 81 | 139 | 81 | —  | — | — | — | —  |
| USHL totalt | USHL totalt           | USHL totalt | 159 | 50 | 75 | 125 | 81 | 13 | 1 | 7 | 8 | 12 |

### Internationellt
| Källa: Uppdaterad: 2021-12-20 | Källa: Uppdaterad: 2021-12-20 | Källa: Uppdaterad: 2021-12-20 |         | Utv = Utvisningsminuter | Utv = Utvisningsminuter | Utv = Utvisningsminuter | Utv = Utvisningsminuter | Utv = Utvisningsminuter |
| År                            | Lag                           | Mästerskap                    | Matcher | Mål                     | Assists                 | Poäng                   | Utv                     |                         |
| ----------------------------- | ----------------------------- | ----------------------------- | ------- | ----------------------- | ----------------------- | ----------------------- | ----------------------- | ----------------------- |
| 2013                          | USA                           | Ivan Hlinka                   | 5       | 3                       | 4                       | 7                       | 4                       |                         |
| Junior totalt                 | Junior totalt                 | Junior totalt                 | 5       | 3                       | 4                       | 7                       | 4                       |                         |